# Heimioporus mandarinus
Heimioporus mandarinus är en svampart som först beskrevs av Vincenzo de Cesati, och fick sitt nu gällande namn av E. Horak 2004. Heimioporus mandarinus ingår i släktet Heimioporus och familjen Boletaceae.   Inga underarter finns listade i Catalogue of Life.